# Arcynopteryx
Arcynopteryx és un gènere d'insectes plecòpters pertanyent a la família dels perlòdids.

## Hàbitat
En els seus estadis immadurs són aquàtics i viuen a l'aigua dolça, mentre que com a adults són terrestres i voladors.

## Distribució geogràfica
Es troba a Euràsia i Nord-amèrica (el Canadà -Alberta, la Colúmbia Britànica, els Territoris del Nord-oest, Nunavut, Saskatchewan i el Yukon- i els Estats Units -Alaska, Colorado, Maine, Michigan, Montana, Nou Hampshire, Nova York i Wyoming-).

## Taxonomia
- Arcynopteryx altaica (Zapekina-Dulkeit, 1957)
- Arcynopteryx amurensis (Zhiltzova & Levanidova, 1978)
- Arcynopteryx compacta (McLachlan, 1872)
- Arcynopteryx jezoensis (Okamoto, 1912)
- Arcynopteryx sajanensis (Zapekina-Dulkeit, 1957)[8][9][10][11][12][13][14]